# Magyar Közösség Pártja
A Magyar Közösség Pártja (MKP, szlovákul Strana maďarskej komunity, rövidítve: SMK, korábbi nevén: Magyar Koalíció Pártja) szlovákiai magyar párt, érdekvédelmi szervezet volt 1998 és 2021 között. Tagja volt az Európai Néppártnak.
2021-ben beolvadt a felvidéki magyarok új egységpártjába, a Szövetség – Magyarok. Nemzetiségek. Régiók. pártba, melynek azóta egyik platformjaként működött tovább az MKP. A Szövetség 2023. december 9-ei kongresszusának döntése értelmében a párt neve Magyar Szövetségre módosult, egyúttal a párt platformjai megszüntetésre kerültek, így ezzel a döntéssel az MKP platformként is megszűnt.

## Története
Az 1994-es parlamenti választáson koalíciót alkotó három szlovákiai magyar párt, a kereszténydemokrata, Bugár Béla vezette Magyar Kereszténydemokrata Mozgalom, a szintén jobboldali, Duray Miklós vezette Együttélés Politikai Mozgalom és a liberális, A. Nagy László vezette Magyar Polgári Párt 1998. június 21-én egy pártba tömörült Magyar Koalíció Pártja néven, úgy, hogy az utóbbi két párt olvadt be a Magyar Kereszténydemokrata Mozgalomba. Ezzel Szlovákiában egységes, nemzetiségi alapon szerveződő kisebbségi magyar párt jött létre. A párt elnöke Bugár Béla lett. Az MKP részt vett a Dzurinda-kormányban. Politikai sikerei közé tartozott a kisebbségi nyelvhasználat elfogadtatása, a Selye János Egyetem megalapítása Révkomáromban és a magyar iskolák megvédése.[forrás?]
2007 márciusában Csáky Pált választották pártelnöknek. A korábbi és az új pártvezetés hívei között feszültség alakult ki. 2009 tavaszán kilépett a frakcióból, majd júniusban a pártból is több parlamenti képviselője, Bugár Béla, Gál Gábor, A. Nagy László és Bastrnák Tibor. Ezek a politikusok új pártot alapítottak, a Most–Híd pártot, amely a közvéleménykutatásokban 2010 elején valamivel megelőzte az MKP-t.
A 2010-es választáson a párt csak 4,33 százalékot szerzett és ezzel a parlamentbe jutáshoz szükséges 5 százalékos küszöb alatt maradt. Ezután a teljes vezetőség lemondott. Az új elnök Berényi József, a korábbi alelnök lett.
2010. július 9-én ógyallai otthona előtt egy sörétes puskával meggyilkolták Basternák Lászlót, az MKP komáromi járási elnökét, a város egykori polgármesterét.
2012. szeptember 22-én, az MKP füleki kongresszusán a párt nevét Magyar Közösség Pártjára változtatták.
A 2016-os parlamenti választáskor a párt ismét nem jut be a parlamentbe, és a párt elnöke felajánlotta lemondását. A 2016-os júniusi Magyar Közösség Pártja kongresszusán Menyhárt Józsefet választották meg a párt elnöknek.
2021. október 2-án az MKP beolvadt a felvidéki magyarok új egységpártjába, a Szövetség – Magyarok. Nemzetiségek. Régiók. pártba, melynek egyik platformjaként működött tovább az MKP. A Szövetség 2023. december 9-ei kongresszusának döntése értelmében a párt neve Magyar Szövetségre módosult, egyúttal döntöttek a platformok megszüntetéséről. Ezzel a döntéssel tehát az MKP platformként is megszűnt.

## A párt elnökei

### Magyar Kereszténydemokrata Mozgalom
| A Magyar Kereszténydemokrata Mozgalom elnökei | A Magyar Kereszténydemokrata Mozgalom elnökei | A Magyar Kereszténydemokrata Mozgalom elnökei | A Magyar Kereszténydemokrata Mozgalom elnökei |
| Kép                                           | Név                                           | Hivatal kezdete                               | Hivatal vége                                  |
| --------------------------------------------- | --------------------------------------------- | --------------------------------------------- | --------------------------------------------- |
| Bugár Béla                                    | Bugár Béla                                    | 1990                                          | 1998                                          |

### Magyar Koalíció Pártja
| A Magyar Koalíció Pártja elnökei | A Magyar Koalíció Pártja elnökei | A Magyar Koalíció Pártja elnökei | A Magyar Koalíció Pártja elnökei |
| Kép                              | Név                              | Hivatal kezdete                  | Hivatal vége                     |
| -------------------------------- | -------------------------------- | -------------------------------- | -------------------------------- |
| Bugár Béla                       | Bugár Béla                       | 1998                             | 2007                             |
| Csáky Pál                        | Csáky Pál                        | 2007                             | 2010                             |
| Berényi József                   | Berényi József                   | 2010                             | 2012                             |

### Magyar Közösség Pártja
| A Magyar Közösség Pártja elnökei | A Magyar Közösség Pártja elnökei | A Magyar Közösség Pártja elnökei | A Magyar Közösség Pártja elnökei |
| Kép                              | Név                              | Hivatal kezdete                  | Hivatal vége                     |
| -------------------------------- | -------------------------------- | -------------------------------- | -------------------------------- |
| Berényi József                   | Berényi József                   | 2012                             | 2016                             |
| Menyhárt József                  | Menyhárt József                  | 2016                             | 2020                             |
| Forró Krisztián                  | Forró Krisztián                  | 2020                             | 2021                             |

### ASzövetségpárt platformjaként
| A Szövetség párt MKP platformjának elnökei | A Szövetség párt MKP platformjának elnökei | A Szövetség párt MKP platformjának elnökei | A Szövetség párt MKP platformjának elnökei |
| Kép                                        | Név                                        | hivatal kezdete                            | hivatal vége                               |
| ------------------------------------------ | ------------------------------------------ | ------------------------------------------ | ------------------------------------------ |
| Berényi József                             | Berényi József                             | 2021                                       | 2023                                       |

## Választási eredményei

### Országos választások
| Választás | Szavazatok száma | Szavazatok aránya | Mandátumok száma | Mandátumok aránya | Parlamenti szerepe |
| --------- | ---------------- | ----------------- | ---------------- | ----------------- | ------------------ |
| 1998-as   | 306 623          | 9,12%             | 15               | 10%               | kormánypárt        |
| 2002-es   | 321 069          | 11,16%            | 20               | 13,33%            | kormánypárt        |
| 2006-os   | 269 111          | 11,68%            | 20               | 13,33%            | ellenzék           |
| 2010-es   | 109 638          | 4,33%             | 0                | 0%                | nem jutott be      |
| 2012-es   | 109 483          | 4,28%             | 0                | 0%                | nem jutott be      |
| 2016-os   | 105 495          | 4,04%             | 0                | 0%                | nem jutott be      |
| 2020-as   | 112 662          | 3,90%             | 0                | 0%                | nem jutott be      |

### Európai parlamentiválasztások
| Választás | Szavazatok száma | Szavazatok aránya | Mandátumok száma | Európai parlamenti csoport                    | Európai parlamenti alcsoport |
| --------- | ---------------- | ----------------- | ---------------- | --------------------------------------------- | ---------------------------- |
| 2004-es   | 92 927           | 13,24%            | 2                | Európai Néppárt – Európai Demokraták (EPP-ED) | Európai Néppárt (EPP)        |
| 2009-es   | 93 750           | 11,33%            | 2                | Európai Néppárt – Európai Demokraták (EPP-ED) | Európai Néppárt (EPP)        |
| 2014-es   | 36 629           | 6,53%             | 1                | Európai Néppárt – Európai Demokraták (EPP-ED) | Európai Néppárt (EPP)        |
| 2019-es   | 48 929           | 4,96%             | 0                | nem jutott be                                 | nem jutott be                |

## Külső linkek
- A Magyar Közösség Pártja a Szlovák Köztársaság Belügyminisztériumának politikai pártok és politikai mozgalmak nyilvántartásában Archiválva 2024. július 28-i dátummal a Wayback Machine-ben